# Универзитет за медицину, фармацију, науку и технологију у Таргу Мурешу
Универзитет за медицину, фармацију, науку и технологију „Ђорђе Емил Паладе” (рум. Universitatea de Medicină, Farmacie, Știință și Tehnologie „George Emil Palade” - UMFST; мађ. Marosvásárhelyi Orvosi, Gyógyszerészeti, Tudomány és Technológiai Egyetem - MOGyTTE) је државни унверзитет који се налази у граду Таргу Муреш у Румунији.
За почетак медицинске едукације у Таргу Мурешу узима се 1945. година када је у граду основан Медицински факултет као огранак Универзитета у Клужу. 1948. године дошло је до реформе образовања у Румунији и тако је основан Медицинско-фармацеутски институт у Таргу Мурешу (рум. Institutul Medico-Farmaceutic) као самостална високошколска установа. Институт је 1991. године добио назив Универзитет за медицину и фармацију (рум. Universitate de Medicină și Farmacie) или скраћено UMF или MOGyE.
Свој данашњи назив, Универзитет за медицину, фармацију, науку и технологију, носи од 20. септембра 2018. године када је универзитету припојен Универзитет „Петру Мајор” у Таргу Мурешу.

## Факултети
Унверзитет данас чини 7 факултета:
- Медицински факултет
- Медицински факултет на енглеском (рум. Facultatea de Medicină Engleză)
- Фармацеутски факултет
- Стоматолошки факултет
- Факултет за инжињерство и информациону технологију (рум. Facultatea de Inginerie și Tehnologia Informației)
- Факултет за науку и књижевност (рум. Facultatea de Științe și Litere)
- Факултет за економију и права (рум. Facultatea de Economie și Drept)